# LORAN
LORAN (angleško LOng RAnge Navigation; slovensko Navigacija dolgega dosega) je zemeljski navigacijski sistem, ki uporablja radijske oddajnike nizkih frekvenc. Pred razširitvijo GPS sistema je bil glavni tovrstni sistem za pomorstvo. Trenutna različica LORAN-a v splošni rabi je sistem LORAN-C.

## Delovanje
Osnova sistema je zasnovana na principu časovne razlike med sprejemom signalov dveh radijskih oddajnikov. Podano konstantno časovno razliko lahko predstavimo s hiperbolo položaja (LOP). Če poznamo položaj oddajnikov, katerih signala sta sinhronizirana, lahko ugotovimo, da je položaj sprejemnika nekje na določeni hiperboli, kjer je časovna razlika med sprejetima signaloma konstantna. V idealnih pogojih je ta sorazmerna z razliko razdalj med oddajnikom in vsako od postaj.
Dvodimenzionalni položaj s samo dvema postajama ne more biti določen, zato moramo isti postopek izvesti še enkrat, vendar z uporabo časovne razlike med drugim parom postaj. Zemljepisni položaj je tako določen s presečiščem obeh hiperbol. 
V primeru LORAN-a ostaja ena postaja v obeh postopkih konstantna - primarna (master), ki se ločeno povezuje s sekundarnima (slave) postajama. Eno krivuljo določa časovna razlika (TD - Time Difference) med primarno in prvo sekundarno postajo, drugo pa časovna razlika med primarno in drugo sekundarno postajo. Presečišče krivulj določa zemljepisno točko v odnosu do položajev treh postaj. Te krivulje pogosto označujemo kot TD-črte (TD lines)
V praksi LORAN deluje v strnjenih območnih poljih, oziroma verigah, ki jih sestavlja vsaj ena primarna in najmanj dve sekundarni postaji (pogosto več), z enotnim GRI (Group Repetition Interval) - skupinskim intervalom ponavljanja, določenim v mikrosekundah. Glavna postaja odda zaporedje signalov in se pred oddajanjem naslednjega zaporedja za določen čas ustavi.
Sekundarne postaje sprejmejo ta signal, počakajo prednastavljeno število milisekund (sekundarni zamik kodiranja) in nato oddajo signal odgovora. V dani verigi je vsak sekundarni zamik kodiranja različen, kar omogoča ločitev med signali različnih sekundarnih postaj, vendar se sodobni sprejemniki ne zanašajo na ta postopek identifikacije. 

## Verige LORAN (GRI)
Vsaka veriga LORAN v svetu uporablja drugačen GRI - skupinski interval ponavljanja, ki ga predstavlja število mikrosekund, deljeno z 10 (v praksi so zamiki večkratniki 100 mikrosekund), po katerih pogosto označujemo posamezne verige, npr. GRI 9960, oznaka za verigo na severovzhodu ZDA.
Narava hiperbol omogoča, da se določena kombinacija primarne in dveh sekundarnih postaj odraža v mreži, kjer se osi sekata v ostrih kotih. Za idealno natančnost je zaželeno, da sta osi čim bolj kartezični - medsebojno pravokotni. Ko sprejemnik potuje skozi verigo, določena izbira sekundarnih postaj, katerih TD-črte so v začetku ustvarjale skoraj kartezično mrežo, lahko postane ostrokotna. Takrat je potrebno zamenjati eno ali obe sekundarni postaji, da so TD-črte nove kombinacije čim bolj pravokotne. Zato večina verig vključuje najmanj 3 sekundarne postaje, pa tudi do 5.

## LORAN pomorske karte
Kjer je to mogoče, splošne pomorske karte vključujejo vidne podobe TD-črt. Prikazane so v pravilnih intervalih prek vodnih področij. TD-črte, predstavljajoče dano kombinacijo primarne in sekundarne postaje so označene z različnimi barvami in vključujejo podatek o specifični časovni razliki, ki jo določa vsaka črta. 
Zaradi interferenc in motenj pri razširjanju nizkofrekvenčnih signalov, vzrok katerih so značilnosti pokrajine in gradnje, je točnost sistema LORAN slaba na kopenskih predelih (glej Omejitve). Tako pomorske karte na teh predelih nimajo vrisanih TD-črt, da bi preprečili zanašanje na LORAN na kopnu.
Tradicionalni sprejemniki navadno prikazujejo časovno razliko med vsako dvojico primarne in ene od obeh izbranih sekundarnih postaj.
Te številke lahko zatem najdemo v povezavi s TD-črtami na karti.
Sodobni sprejemniki pa lahko prikazujejo geografsko dolžino in širino s povečano natančnostjo.

## Omejitve
Na LORAN imajo negativen vpliv električni učinki vremena in določeni atmosferski učinki, povezani s sončnim vzhodom in zahodom. Takrat se zaradi reakcij ionosfere na te dogodke pojavljajo motnje. Najbolj zanesljiv signal je zemeljski val, ki sledi površini Zemlje, najbolje po morju. Ponoči povzroča težave indirektni val iz neba, ki se odbije od ionosfere. Tako lahko do sprejemnika pride več signalov po različnih poteh. Magnetni viharji imajo negativen vpliv na vse radijske komunikacije.

## LORAN-A
LORAN-A je bil manj natančen sistem, ki je deloval na frekvenčnem pasu 1,750-1,950 kHz pred nastankom natančnejšega sistema LORAN-C. V uporabi se je obdržal tudi zaradi cenenosti sprejemnikov in razširjenosti v civilni rekreacijski in komercialni navigaciji.